# Rudolf Beer (Theaterregisseur)

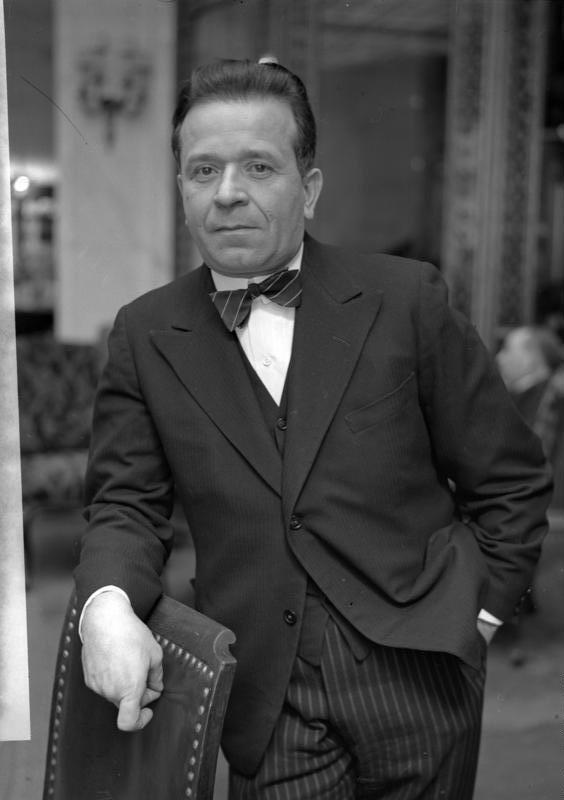
Rudolf Beer, 1932

Rudolf Beer (* 22. August 1885 in Graz; † 9. Mai 1938 in Wien) war ein österreichischer Theaterdirektor.

## Leben
Der Schauspieler und Regisseur leitete 1918 bis 1921 das Brünner Stadttheater, 1921–24 das Wiener Raimund-Theater und 1924 bis 1932 das Volkstheater in Wien.
Unter Rudolf Beer war das Volkstheater mit dem Raimund-Theater fusioniert, der Spielplan war stark an den Berliner Bühnen orientiert. Wichtigster Regisseur war Karlheinz Martin mit progressiven Inszenierungen wie Frank Wedekinds Franziska mit Tilla Durieux, bevor er 1929 Leiter der Volksbühne Berlin wurde, Beer lud viele Ensembles zu Gastspielen ein, darunter das Moskauer Kammertheater unter Alexander Tairoff oder Stars mit eigenen Ensembles wie Fritz Kortner oder Paul Wegener. Beer war ein Förderer der modernen Literatur, besonders von Luigi Pirandello, von dem 1926 Heinrich IV. mit Alexander Moissi gezeigt wurde. Moissi spielte auch in der Schnitzler-Uraufführung Im Spiel der Sommerlüfte (1929, mit Luise Ullrich) und den Hamlet im Frack in einer zeitgenössischen Shakespeare-Deutung, einem der seltenen Klassiker in der Direktion Beer. Moissi bot 1929 sogar seinen legendäre Jedermann, den er bei den Salzburger Festspielen unter Max Reinhardt gespielt hatte. Dramaturg am Haus war der Autor Franz Theodor Csokor. Eine Elevenschule legte ab 1931 Augenmerk auf junge Talente, darunter Karl Paryla und Paula Wessely, die dem Ensemble einige Jahre angehörte (Wendla in Wedekinds Frühlings Erwachen, 1928). Triumphe feierte Ferdinand Bruckners Historiendrama Elisabeth von England auf einer Simultanbühne. Einer der größten Kassenerfolge war das Kriminalstück Der Fall Mary Dugan in der Inszenierung von Heinz Hilpert, mit dem Publikumsliebling Hansi Niese. Wenig Erfolg war dem Volksstück beschieden, das trotz eines Autoren-Wettbewerbs 1927 beim Publikum nicht ankam. 1925 spielte Max Pallenberg Molnars Liliom, 1931 den braven Soldaten Schwejk. Karlheinz Martin brachte 1930 Hans Albers als Liliom in seiner Berliner Fassung. Eine Sensation war das Auftreten Emil Jannings’ in Gerhart Hauptmanns Der Biberpelz (1930) und Fuhrmann Henschel (1931). Beers Forcierung von Gastspielen mit Berliner Stars wie Fritzi Massary, Asta Nielsen, Elisabeth Bergner, Adele Sandrock, Curt Goetz, Heinz Rühmann, Conrad Veidt führte zu Anfeindungen und mündete 1932 in seinen Rücktritt.
1932 wurde Beer kurzfristig als Nachfolger Max Reinhardts ans Deutsche Theater Berlin berufen, seine Tätigkeit fand aber infolge der Machtergreifung Hitlers schon 1933 ihr Ende und er kehrte nach Wien zurück. Er gründete am Deutschen Volkstheater eine Elevenschule, an der er auch unterrichtete. Aus dessen Schule ging eine Reihe hochbegabter Schauspieler hervor, etwa auch der Regisseur Ernst Lönner, Rose Stradner, Käthe Gold, Paula Wessely, Hans Holt, Hans Jaray, Karl Paryla, Albin Skoda und Karl Skraup. 1932 erhielt er den Berufstitel Professor. 1933 bis 1938 leitete Rudolf Beer die Scala Wien. In dieser Zeit war er auch Präsident des Verbandes österreichischer Theaterdirektoren.
Rudolf Beer war besonders um die Förderung der zeitgenössischen Literatur mit Autoren wie Frank Wedekind, Georg Kaiser und Ferdinand Bruckner bemüht. Am 14. März 1930 wurde Beer als Bürger der Stadt Wien ausgezeichnet.

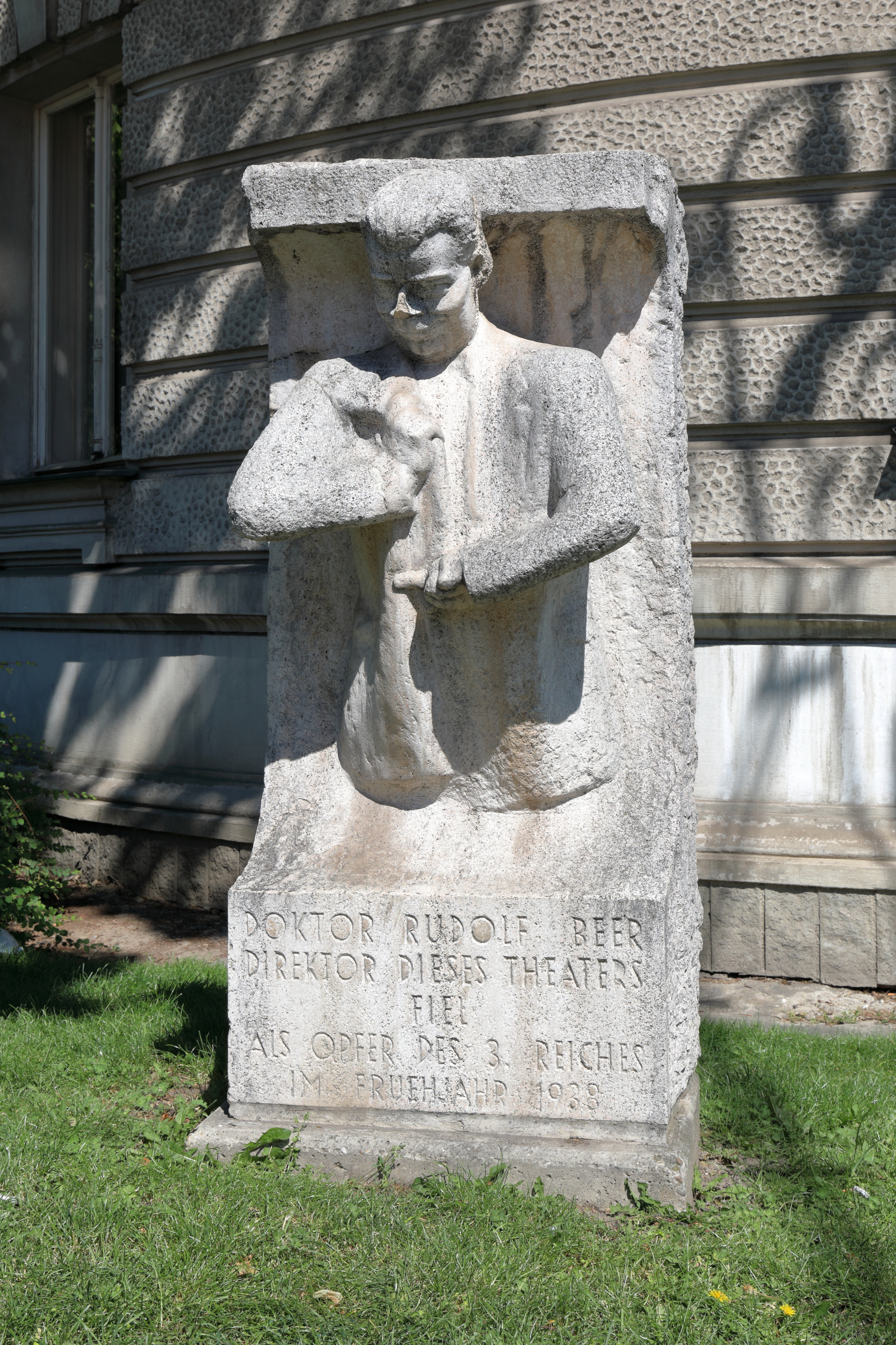
Rudolf-Beer-Statue neben dem Wiener Volkstheater

1938 wurde Beer nach dem Einmarsch der deutschen Truppen und dem Anschluss Österreichs während einer Vorstellung von Calderóns „Der Richter von Zalamea“ vom NS-Betriebszellenleiter Erik Frey gemeinsam mit Robert Valberg aus einer Loge nach draußen geholt. Er sollte zur Einvernahme in die Josefstädter Straße 39. Von dort wurde Beer von Nazi-Schlägern in Richtung Höhenstraße gefahren. Im Wienerwald warfen sie den schwer misshandelten Mann aus dem Auto. In seiner Wohnung am Lerchenfelder Gürtel nahm er sich am 9. Mai 1938 das Leben, indem er den Gashahn aufdrehte.
Seine Grabstätte befindet sich auf dem Zentralfriedhof Graz (Feld 16d/III/1).